# ديف روبرتس (لاعب كرة قاعدة بنمي)
ديف روبرتس (بالإسبانية: Dave Roberts)‏ هو لاعب كرة قاعدة بنمي، ولد في 30 يونيو 1933 في مدينة بنما في بنما.

## وصلات خارجية
- ديف روبرتس على موقع دوري كرة القاعدة الرئيسي (الإنجليزية)
- ديف روبرتس على موقع الدوري الياباني لكرة القاعدة (الإنجليزية)
- ديف روبرتس على موقعبيزبول رفرنس.كوم (الدوري الرئيسي) (الإنجليزية)
- ديف روبرتس على موقعبيزبول رفرنس.كوم (الدوري الثانوي) (الإنجليزية)
- ديف روبرتس على موقع إي إس بي إن.كوم (أم.أل.بي) (الإنجليزية)
- ديف روبرتس على موقع مشجعي الرسوم البيانية (الإنجليزية)